# Тургайский мятеж (1919)
Тургайский мятеж (Апрель 1919) — эпизод гражданской войны в России.

## Предыстория
В 1918 году временным красным комиссаром Тургайской области Алиби Джангильдиным из центральной России на Актюбинский фронт были доставлены оружие и боеприпасы, благодаря чему пробольшевистские силы смогли активизировать свою деятельность.

Летом 1918 года в Оренбурге был организован Тургайский областной отдел прокадетской Алаш-Орды, позднее он переименован в «Областной военный Совет», председателем был назначен Мырзагазы Есполов, членами А. Байтурсынов, М. Дулатов и С. Кадирбаев. Председателем Кустанайского уездного совета Алаш-Орды был Елдес Омаров. Иргизский уездный совет Алаш-Орды возглавил бывший уездный комиссар Временного правительства Абдулла Темиров, Тургайский уездный совет — Омар Алмасов. Совет первым делом «приступил к мобилизации джигитов и сбору средств, сперва в пределах Актюбинского уезда, а затем в Кустанайском уезде, оружие и обмундирование получили через свое правительство от Самарского Комитета Учредительного собрания, а командный состав — от Оренбургского войскового управления. В Кустанайском уезде в августе 1918 году был сформирован 1-й Казахский конный Кустанайский полк, с 27.07.1918 командиром назначен полковник Д. А. Панов. В сентябре 1918 года в Военный совет от Оренбургского войскового управления был направлен бывший член Башкирского правительства, татар по национальности, генералмайор Зюлькарнаин Дашкин. При поддержке и согласии атамана Оренбургского казачьего войска А. Дутова в октябре 1918 г. из казахов добровольцев Орского района в количестве 400 воинов был сформирован — 2-й Казахский конный полк. В конце октября уполномоченный Комуча по Тургайской области С. Кадирбаев по поручению Дутова ездил в Орск, где находился военный совет Алаш-Орды во главе с Испуловым, которому было поручено вооружение и снабжение алашских частей. Полученное от Дутова и собранное у частных лиц оружие, Кадирбаев направил в Орск. Это были 600 винтовок и несколько пулеметов. 14 октября 1918 г. командиром полка был назначен полковник Н. П. Быков. Миржакип Дулатов в своих показаниях в январе 1929 года указывает:  
Когда мы находились в пос. Денисовка Кустанайского у., получили приказ Колчака от 4 ноября об упразднении правительства Алаш-Орды и вслед за этим получили приказ от штаба казачьего войска о прибытии нашего отряда в г. Оренбург для отправки на фронт против большевиков. Мы на это не согласились и направились в пределы Тургайского у. Командный состав во главе с генералом Дашкиным и полковником Быковым не желали последовать с нами, тогда мы часть офицеров арестовали, а часть ушла сама.
 Вместо генерала Дашкина был назначен Музарап Касымов.
В ноябре 1918 года была установлена советская власть в Тургае.
С оставшимися джигитами М. Касымов в целях «освободить от красных Тургайский и Иргизский уезды» в феврале 1919 г. направился в пределы Тургайского уезда. Пройдя в весеннюю распутицу сотни верст с огромным усилием и вербуя на пути добровольцев в полк, в апреле месяце алашский отряд вошел в город Тургай.

## Мятеж
Весной 1919 года началось масштабное наступление войск Колчака на Восточном фронте. Решив, что разгром советских войск близок, в апреле 1919 года члены партии «Алаш» (М. Касымов), войдя в Тургай, арестовали красного военного комиссара Тургайского уезда Амангельды Иманова.
В это время к Тургаю приближался отряд кустанайских красных партизан в составе 337 человек под командованием председателя исполкома Кустанайского совета Лаврентия Тарана. 22 апреля красный мятежный отряд был разоружён алаш-ордынцами, а его руководители арестованы.
Вскоре за отрядом Тарана, к Тургаю прибыл из Кустаная красный мятежный отряд Жиляева, который, благодаря темной ночи и предательству некоторых жителей Тургая, ворвался в него и снова занял город.

## Итоги и последствия
Отступая от Жиляева, алашордынцы привели в исполнение казнь захваченных руководителей отряда Тарана. После вытеснения отряда Жиляева в Иргиз Тургай был вновь занят Алаш-Ордой. Алашский отряд переходит под оперативное управление Оренбургского казачьего отряда под командованием штабс-капитана Могилёва в составе первого Оренбургского казачьего пластунского полка, который вместе с дивизионом под командой подъесаула Есаулова и отрядом особого назначения под командой штабс-капитана Крылова прибыл в Тургай, преследуя красный мятежный партизанский отряд Жиляева (Желаева). Впоследствии в течение двух месяцев отрядом Могилёва при участии алашского полка были освобождены от красных Иргиз и Челкар.